# Amèlia Jover Velasco
Amelia Jover Velasco (Cullera, 10 de diciembre de 1910-París, 12 de septiembre de 1997) fue una militante anarquista y sindicalista española. Perteneció, entre otras organizaciones, a un grupo naturista, al Sindicato de Gastronomía de la CNT y a las Juventudes Libertarias, donde en 1938 llegó a ser Secretaria General del Comité Regional.

## Biografía
A pesar de ser la mayor de tres hermanas, Jover pudo ir a la escuela, algo que no era habitual en las mujeres de familias de clase trabajadora. Fue una joven muy activa a la que le gustaba especialmente la natación en unos años en los que la mayoría de las mujeres no sabían nadar.También tocaba el piano y era una buena estudiante que le hubiera gustado ser matrona, pero las circunstancias de la guerra no se lo permitieron. Desde muy temprano se relacionó con grupos de jóvenes anarquistas que le proporcionaron las primeras lecturas y la iniciaron en la ideología libertaria.
Casada con Joaquín Crespo, militar de la República, tuvieron una hija y se trasladaron a vivir a Valencia, cerca de la cárcel Modelo. La proximidad entre su casa y la cárcel sirvió para que Amelia ayudara a sus compañeros detenidos por  haber participado en las huelgas obreras de 1932.
En Valencia combinaba su actividad laboral con distintos trabajos, de mecanógrafa en el Ayuntamiento de esta ciudad y como cocinera en el establecimiento Viena Automático.Tras tres años de convivencia, Amelia se divorció de su marido en 1933 y volvió a contraer matrimonio en la población de Albuixech con Antonio Zaragoza, marino republicano.

## Militancia
Afiliada al sindicato gastronómico de la CNT de Valencia, ayudó a crear la sección de mujeres  del sindicato en la que ocupó el cargo de secretaria. Formaba parte de las Juventudes Libertarias y de un grupo naturista perteneciente a la FAI.Al inicio de la Guerra Civil fue elegida Secretaria de la Sección Político-social de las Juventudes Libertarias de Levante y representante del Comité Regional de la CNT de Levante. Asimismo, intervino como oradora en los mítines de Afirmación Juvenil Anarquista organizados por la Federación Ibérica de las Juventudes Libertarias y escribió varios artículos para la prensa anarquista Senderos (Boletín orgánico del Comité Regional de la FFJJ de Levante).
Tras la victoria franquista, Amelia Jover fue detenida en el puerto de Alicante e internada en el Cine Ideal, convertido en centro de reclusión de mujeres, y después recluida en la cárcel de Alicante. Posteriormente, en su traslado a Valencia logró huir junto con otras dos compañeras, pero volvió a ser detenida y encarcelada en el Convento de Santa Clara en la ciudad de Valencia. Amelia, que por estas fechas estaba embarazada y pendiente de juicio, fue ingresada en el Hospital Provincial de Valencia donde continuaba privada de libertad y bajo vigilancia. Allí dio a luz y consiguió huir disfrazada de enfermera con su hija Elodia en brazos.

## Exilio
Tras muchas penalidades, en 1940 llegó a Francia donde fue conducida al campo de concentración de Argeles-sur-Mer y después al de Bram. Pasados unos meses, pudo huir con su hija a Túnez, donde ya se había exiliado su marido. A su regresó a Francia en 1962, se instaló en París y retomó la relación con la organización del movimiento libertario, pasando a formar parte de la Agrupación Confederal de París. En varias ocasiones viajó a Valencia y a partir de  los años sesenta reanudó el contacto con el comité clandestino de la CNT y más tarde asistió a las reuniones clandestinas de este sindicato en Valencia.En sus últimos años de vida colaboró con la Fundación Salvador Seguí de Valencia y asistió a varios actos homenaje del Movimiento Libertario. 
La historia de su vida está recogida en el libro La Xiqueta (La chiqueta), una autobiografía escrita por su hija Elodia Zaragoza, escritora, poeta y editora, en la que también hace memoria de su madre. Ambas fallecidas en el olvido.Amèlia Jover murió en París el 12 de septiembre de 1997.
En 2019 se creó la Asociación de Mujeres de Cullera que lleva el nombre de Amèlia Jover. En su sede se acoge una exposición permanente con fotografías y otros recuerdos de la activista. Con este pequeño homenaje, su pueblo quiere hacer perdurar su figura y sus ideas.